# Окулюс

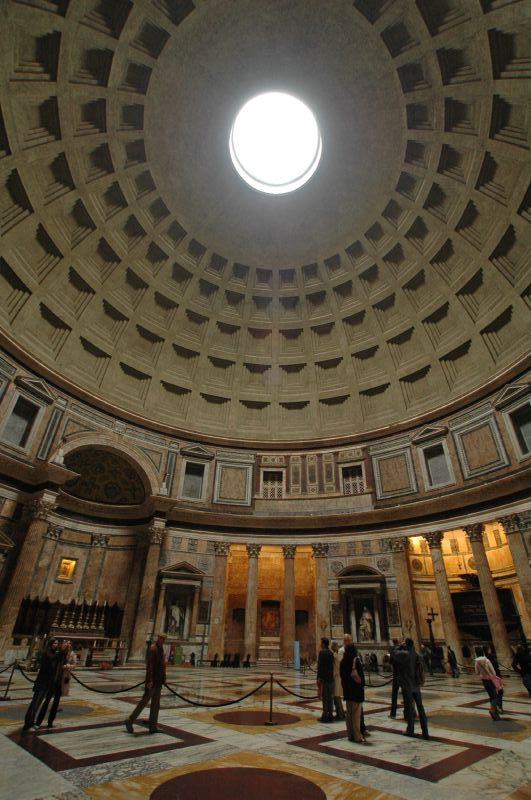
Окулюс в куполі римського Пантеону

Окулюс (лат. oculus — око), або опейон (грец. ὀπαῖον — димовий отвір; також опайон, опеон) — круглий отвір в центрі даху або купола. Термін також позначає вікно круглої або овальної форми, наприклад, так зване «бичаче око».
У ранній античності отвори в перекритті будівлі влаштовували для виходу диму з вогнища. Пізніше вони придбали символічне значення.
Найвідоміший приклад використання окулюса в античній архітектурі — круглий отвір в куполі римського Пантеону. Окулюс має 9 метрів у діаметрі і є єдиним отвором, через яке в храм проникає світло. Ймовірно, що гігантський купол Пантеону символізував небо — обитель богів; окулюс ж, розташований в його центрі, позначав місце Зевса як верховного божества.
Отвір в центрі купола, що істотно зменшує його тяжкість, це не тільки раціональне конструкторське рішення, але і вельми ефектний прийом. У сонячну погоду промені, проходячи через окулюс, утворюють добре помітний, що знаходиться в центрі храму стовп світла. У міру того як Сонце переміщається, змінюється і освітлення всередині Пантеону: одні елементи інтер'єру виходять на перший план, інші, навпаки, занурюються в тінь.
Коли йде дощ, в окулюс потрапляє вода, тому в Пантеоні передбачена спеціальна дренажна система. Раз на рік, на свято П'ятидесятниці, присутніх в храмі крізь отвір в куполі обсипають пелюстками червоних троянд. Це символізує зішестя Святого Духа до апостолів.